# Bourbourg
 Bourbourg  (en neerlandés Broekburg) es una población y comuna francesa, en la región de Norte-Paso de Calais, departamento de Norte, en el distrito de Dunkerque. Es el chef-lieu del cantón de su nombre.
Formó parte de los Países Bajos Españoles, ocupada por Francia entre 1645 y 1651. Pasó definitivamente a poder francés en 1657, posesión ratificada por el Tratado de los Pirineos.

## Demografía
| 2 084                     | 1 966 | 2 004 | 2 273 | 2 474 | 2 527 | 2 325 | 2 528 | 2 597 | 2 615 | 2 634 | 2 574 | 2 477 | 2 392 | 2 414 | 2 468 | 2 513 | 2 586 | 2 482 | 2 422 | 2 489 | 2 203 | 2 198 | 2 124 | 5 469 | 5 564 | 5 868 | 6 076 | 7 292 | 7 341 | 7 106 | 6 908 | 6 675 | 6 696 |
| (Fuente: Cassini e INSEE) |       |       |       |       |       |       |       |       |       |       |       |       |       |       |       |       |       |       |       |       |       |       |       |       |       |       |       |       |       |       |       |       |       |